# کرکلیگو ارچیویدس
کرکلیگو ارچیویدس (نام علمی: Curculigo orchioides) نام یک گونه از رده رده دم‌اسبی است.